# يو إف سي ليلة القتال: سيجودو ضد يادونغ
يو إف سي ليلة القتال: سيجودو ضد يادونغ (بالإنجليزية: UFC Fight Night: Cejudo vs. Song) (المعروف أيضًا باسم يو إف سي ليلة القتال 252 ويو إف سي على إي إس بي إن+ 110) هو حدث لفنون القتال المختلطة نظمته يو إف سي، وأُقيم في 22 فبراير 2025، على كلايمت بليدج أرينا في سياتل، واشنطن، الولايات المتحدة.

## الخلفية
سيمثل هذا الحدث الزيارة الرابعة للمنظمة إلى سياتل والأولى منذ حدث يو إف سي على فوكس: جونسون ضد مورغان في يوليو 2013.
من المقرر أن تقام نزال في وزن الديك بين بطل يو إف سي لوزن الذبابة ووزن الديك السابق (الحائز أيضًا على الميدالية الذهبية الأولمبية في المصارعة الحرة عام 2008) هنري سيجودو وسونغ يادونغ في الحدث.
كان من المتوقع أن تقام يُقام نزال في وزن الديك للسيدات بين كيتلين فييرا وميسي تشياسون الفائزة في وزن الريشة للسيدات في المقاتل النهائي: الضاربون الثقيلون في الحدث. ومع ذلك، بسبب إصابة تعرضت لها تشياسون، تم حذف النزال من البطاقة. كان من المقرر مسبقًا أن يشارك الثنائي في يو إف سي ليلة القتال: أنكالايف ضد ووكر 2 في يناير 2024، ولكن تم سحب فييرا نتيجة للإصابة وتم إلغاء النزال.
كان من المقرر إقامة نزال في الوزن المتوسط بين منصور عبد الملك وأنتونيو تروكولي في هذا الحدث. ومع ذلك، انسحب تروكولي لأسباب غير معروفة وتم استبداله بنيك كلاين.
كان من المقرر إقامة نزال في وزن الويلتر بين الوافد الجديد إسلام دولاتوف وآدم فوجيت في هذا الحدث. ومع ذلك، انسحب دولاتوف من القتال بسبب إصابة غير معلنة وتم استبداله ببيلي جوف. وفي المقابل، تم إلغاء النزال خلال أسبوع القتال حيث انسحب فوجيت بسبب الإصابة.
تم ربط اسم مقاتل الوزن المتوسط تشيدي نجوكواني بهذا الحدث، ولكن انتهى به الأمر إلى تحديد موعد لمنافسته في حدث يو إف سي ليلة القتال: فيتوري ضد دوليدز 2 بدلاً من ذلك.
كان من المقرر أن يُقام نزال في وزن الديك بين بطل يو إف سي لوزن الديك السابق (وبطل وورلد إكستريم كايج فايتينج لوزن الديك السابق) دومينيك كروز وروب فونت في هذا الحدث. ومع ذلك، انسحب كروز من النزال بسبب الإصابة. ثم أعلن اعتزاله. حل جان ماتسوموتو، الذي كان من المقرر أن يتنافس في حدث يو إف سي 313، محله في نزال وزن 140 رطلاً.
كان من المقرر إقامة نزال في الوزن الثقيل بين المتحدي السابق على لقب بطولة يو إف سي للوزن الثقيل المؤقت كورتيس بلايدز والوافد الجديد رضوان كونييف في هذا الحدث. ومع ذلك، تم نقل النزال إلى 8 مارس في حدث يو إف سي 313 لأسباب غير معروفة.
كان من المقرر إقامة نزال في وزن الريشة بين إدسون باربوزا وستيف غارسيا في هذا الحدث. ومع ذلك، انسحب باربوزا من القتال بسبب الإصابة وتم إلغاء النزال.
تم ربط الفائز بوزن خفيف في المقاتل النهائي: مباشر مايكل كييزا بهذه البطاقة مع خصم لم يتم ذكر اسمه. ومع ذلك، لم يتم الإعلان عن أي خصم على الإطلاق، لذا تمت إزالته من البطاقة.

## بطاقة القتال
1. ↑  إصابة في العين جعلت سيجودو غير قادر على مواصلة القتال.

## الجوائز الإضافية
حصل المقاتلون التاليون على مكافآت بقيمة 50 ألف دولار.
- قتال الليلة: ألونزو مينيفيلد ضد يوليوس ووكر
- أداء الليلة: جان سيلفا وريكي سيمون